# Fairchilds, Teksas
Fairchilds village je naselje u američkoj saveznoj državi Teksas. Prema popisu stanovništva iz 2010. u njemu je živjelo 763 stanovnika.